# Кевін Фаррелл
Кевін Джозеф Фаррелл (англ. Kevin Joseph Farrell; нар. 2 вересня 1947, Дублін, Ірландія) — ірландсько-американський кардинал, з 15 серпня 2016 року Префект Дикастерії в справах мирян, сім'ї та життя, а з 14 лютого 2019 року — Камерленг Святої Римської Церкви.

## Життєпис
Кевін Фаррелл народився 2 вересня 1947 в Дубліні, Ірландія. У 1966 році вступив до новіціяту Згромадження Легіонерів Христа. Здобув ступінь бакалавра мистецтв в Університеті Саламанки в Іспанії, а потім навчався в Папському Григоріанському університеті в Римі, де отримав ступінь магістра філософії і ліценціат з богослов'я. У 1976—1977 роках в Папському університеті святого Томи Аквінського (Анджелікум) здобув докторати з догматичного і пасторального богослов'я. Також має ступінь магістра ділового адміністрування від Університету Нотр-Дам.
Висвячений на священика в Римі 24 грудня 1978 року. Служив капеланом Університету Монтеррея, в Мексиці, потім був генеральним адміністратором Легіонерів Христа та відповідальним за семінарії і католицькі школи в Італії, Іспанії та Ірландії.
У 1984 році Фаррелл отримав призначення до Сполучених Штатів Америки та був інкардинований до архідієцезії Вашингтона.

## Єпископ
28 грудня 2001 року Папа Римський Іван Павло II призначив Кевіна Фаррелла єпископом-помічником архідієцезії Вашингтона і титулярним єпископом Русуккуру. Єпископська хіротонія відбулася 11 лютого 2002 року. Головним святителем був архієпископ Вашингтона кардинал Теодор Маккеррік, а співсвятителями — кардинал Джеймс Алойзіус Гікі, колишній архієпископ Вашингтона і Леонард Джеймс Олівіер, єпископ-помічник Вашингтона. Фаррелл служив у архідієцезії до 2007 року як модератор вашингтонської курії і головний генеральний вікарій. 6 березня 2007 року Папа Бенедикт XVI призначив Фаррелла єпископом Далласа. Його інтронізація відбулася 1 травня 2007 року.
17 серпня 2016 року Папа Франциск призначив єпископа Кевіна Фаррела префектом новоствореної Дикастерії у справах мирян, сім'ї та життя.

## Кардинал
9 жовтня 2016 року, під час читання молитви Ангел Господній Папа Франциск оголосив, що на консисторії 19 листопада 2016 року будуть проголошені нові кардинали, серед яких і Кевін Фаррелл.
14 лютого 2019 року номінований Камерленгом Святої Римської Церкви.